# Quelmes
Quelmes (Nederlands: Kelmes) is een gemeente in het Franse departement Pas-de-Calais (regio Hauts-de-France) en telt 560 inwoners (2005). De plaats maakt deel uit van het arrondissement Sint-Omaars.
In een ver verleden had het dorp een Vlaamsklinkende naam; tot de 12e eeuw werd Kelmis of Kelmes geschreven.

## Geografie
De oppervlakte van Quelmes bedraagt 9,9 km², de bevolkingsdichtheid is 56,6 inwoners per km².
De onderstaande kaart toont de ligging van Quelmes met de belangrijkste infrastructuur en aangrenzende gemeenten.

## Demografie
Onderstaande figuur toont het verloop van het inwonertal (bron: INSEE-tellingen).